# Myrmecia testaceipes
Myrmecia testaceipes är en myrart som först beskrevs av Clark 1943.  Myrmecia testaceipes ingår i släktet bulldoggsmyror, och familjen myror. Inga underarter finns listade i Catalogue of Life.